# مارسل ریسه
مارسل ریسه (انگلیسی: Marcel Risse؛ زادهٔ ۱۷ دسامبر ۱۹۸۹) بازیکن فوتبال اهل آلمان است.
از باشگاه‌هایی که در آن بازی کرده‌است می‌توان به باشگاه فوتبال کلن، باشگاه فوتبال ماینتس ۰۵، باشگاه فوتبال بایر ۰۴ لورکوزن، و باشگاه فوتبال نورنبرگ اشاره کرد.
وی همچنین در تیم‌های ملی فوتبال جوانان آلمان و زیر ۲۰ سال آلمان بازی کرده‌است.